# Pterodrilus distichus
Pterodrilus distichus är en ringmaskart. Pterodrilus distichus ingår i släktet Pterodrilus och familjen Cambarincolidae. Inga underarter finns listade i Catalogue of Life.